# Siamogale
Genre
Siamogale est un  genre fossile de loutres géantes du Miocène supérieur d'Asie.

## Liste des espèces
Selon GBIF (13 février 2024) :
- † Siamogale melilutra Wang, Grohé, Su, White, Ji, Kelley, Jablonski, Teng, You & Yang, 2017[2]
- † Siamogale thailandica Ginsburg et al., 1983

## Classification
Le nom valide complet (avec auteur) de ce taxon est Siamogale Ginsburg, Ingavat (d) & Tassy (d), 1984.

## Publication originale
- Léonard Ginsburg, Rucha Ingavat et Pascal Tassy, « Siamogole thailandica, nouveau Mustelidae (Carnivora, Mammalia) néogène du Sud-Est asiatique », Bulletin de la Société Géologique de France, Paris, 7e série, vol. 25, no 6,‎ 1983, p. 953–956 (ISSN 0037-9409, e-ISSN 1777-5817, DOI 10.2113/gssgfbull.S7-XXV.6.953, lire en ligne, consulté le 13 février 2024).